# Saint-Lys
Saint-Lys – miejscowość i gmina we Francji, w regionie Oksytania, w departamencie Górna Garonna.
Według danych na rok 1990 gminę zamieszkiwało 4565 osób, a gęstość zaludnienia wynosiła 214 osób/km² (wśród 3020 gmin regionu Midi-Pireneje Saint-Lys plasuje się na 66. miejscu pod względem liczby ludności, natomiast pod względem powierzchni na miejscu 518.).